# Bowfinger
Bowfinger is een Amerikaanse komische film uit 1999 van Frank Oz met in de hoofdrollen onder meer Steve Martin en Eddie Murphy.

## Verhaal
De derderangs filmproducent Bobby Bowfinger (Steve Martin) wil eindelijk zelf eens een film regisseren. Hij beschikt over een script (hoewel geschreven door een boekhouder (Adam Alexi-Malle)) en acteurs, onder wie de naïeve Daisy (Heather Graham), maar heeft een budget van slechts ongeveer tweeduizend dollar. Studiomanager Jerry Renfro (Robert Downey jr.) wil de Chubby Rain geheten film wel distribueren, maar alleen als de populaire acteur Kit Ramsey (Eddie Murphy) erin te zien is. Deze weigert dit, waarna Bowfinger op het idee komt om Kits scènes stiekem op te nemen, dus zonder dat deze zelf beseft in een film mee te spelen. De nogal labiele en paranoïde Kit, die lid is van een sekte genaamd MindHead, denkt hierdoor dat hij gestalkt wordt door buitenaardse wezens en verdwijnt van de aardbodem. Ten einde raad huurt Bowfinger een dubbelganger van Kit in, Jiff, die later Kits broer blijkt te zijn.

## Scientology
Meerdere recensenten van de film meenden dat de MindHead-sekte gebaseerd is op Scientology, een beweging die in Hollywood aanhangers als Tom Cruise en John Travolta heeft. Steve Martin ontkent dit.

## Rolverdeling
| Acteur             | Personage               | Opmerkingen                      |
| ------------------ | ----------------------- | -------------------------------- |
| Steve Martin       | Bobby Bowfinger         |                                  |
| Eddie Murphy       | Kit Ramsey, Jiff Ramsey |                                  |
| Heather Graham     | Daisy                   | actrice                          |
| Christine Baranski | Carol                   | actrice                          |
| Jamie Kennedy      | Dave                    | cameraman                        |
| Adam Alexi-Malle   | Afrim                   | boekhouder annex scriptschrijver |
| Terence Stamp      | Terry Stricter          | leider van MindHead-sekte        |
| Robert Downey jr.  | Jerry Renfro            | studiomanager                    |